# Mato Zovkić
Mato Zovkić (Donja Tramošnica, Gradačac, 9. svibnja 1937.), bh. rimokatolički svećenik, stručnjak za Sveto pismo, visoki crkveni dužnosnik Jedan je od najvećih teologa današnjice na hrvatskim domovinskim prostorima i susjedstvu.

## Životopis
Rodio se 1937. u Donjoj Tramošnici, općina Gradačac, BiH. U rodnom mjestu završio je četiri razreda osnovne škole. Osmogodišnju gimnaziju započeo je u Dubrovniku, nastavio u Zagrebu te u Đakovu gdje je i maturirao 1957. godine. Filozofsko-teološki studij je pohađao u Đakovu, a na KBF-u u Zagrebu diplomirao lipnja i magistrirao listopada 1965. godine. 1968. doktorirao disertacijom o obnovi Crkve prema Drugome vatikanskom saboru, pod vodstvom Tomislava Šagi-Bunića. Magisterij iz Svetoga pisma na Papinskome biblijskom institutu u Rimu postigao je 1972. Za svećenika Vrhbosanske nadbiskupije zaređen je 29. lipnja 1963. u Đakovu. Od 1972. do 2009. predavao je Novi zavjet na Vrhbosanskoj teologiji u Sarajevu.
Godinu dana bio je župnik u župi Srca Isusova u Sarajevu, nakon čega je otišao je u Rim na studij Svetog Pisma. Godine 1972. vratio se u Sarajevo gdje na Vrhbosanskoj katoličkoj teologiji predaje Novi zavjet i ekleziologiju. Od 1976. do 1983. bio je i rektor Vrhbosanske katoličke bogoslovije. Kanonikom sarajevskim je imenovan 1985., a 1987. i generalnim vikarom Vrhbosanske nadbiskupije. Tu dužnost, uz kraći prekid 1990., obnaša i danas.
Nastupa na međureligijskim susretima u BiH, Italiji, Engleskoj i Njemačkoj. Od 1985. kanonik je sarajevski, od 1991. savjetnik nadbiskupa Puljića za međureligijski dijalog, od 1994. prelat Svete Stolice, a od 1997. član Međureligijskog vijeća u BiH. Prevodio inozemne autore na hrvatski jezik. Nositelj naslova professor emeritus.
Piše knjige i članke s područja egzegeze Novoga zavjeta, saborske ekleziologije, ekumenizma i međureligijskog dijaloga. Dosad je napisao 16 knjiga i oko 150 znanstvenih članaka,  240 novinskih članaka, 90 recenzija, sedam prevedenih knjiga i pet knjiga na kojima je radio kao priređivač.